# Dischidia insularis
Dischidia insularis är en oleanderväxtart som beskrevs av Rudolf Schlechter. Dischidia insularis ingår i släktet Dischidia och familjen oleanderväxter. Inga underarter finns listade i Catalogue of Life.